# Pertoltice, Kutná Hora
Pertoltice là một làng thuộc huyện Kutná Hora, vùng Středočeský, Cộng hòa Séc.